# Вайтендорф (Брюэль)
Вайтендорф (нем. Weitendorf) — община в Германии, в земле Мекленбург-Передняя Померания.
Входит в состав района Пархим. Подчиняется управлению Штернбергер Зеенландшафт. Население составляет 426 человек (на 31 декабря 2010 года). Занимает площадь 41,93 км².